# Посухи та голод у Росії та Радянському Союзі

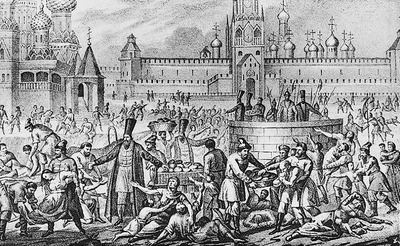
Великий Голод у Москві 1601 року

Упродовж усієї російської історії голод та посуха були звичним явищем, яке часто оберталося гуманітарними кризами, поєднаними з політичною або економічною нестабільністю, хибною політикою, екологічними проблемами та війною. Посухи та голодомори у Російській імперії та Радянському Союзі можна було спостерігати досить регулярно, причому голод траплявся кожні 10-13 років, а посуха — кожні п'ять-сім років. Голубєв і Дронін виділяють три типи посухи відповідно до продуктивних територій, уразливих до посух: Центральної (Надволжя, Північний Кавказ і Центрально-чорноземна смуга), Південної (Волго-В'ятський регіон, Урал і Україна) та Східної (степовий і лісостеповий пояси у Західному і Східному Сибіру та Казахстан).

## Посухи і випадки голоду до 1900 р.
У XVII столітті Московія зазнала голоду 1601-1603 років, який уважається найгіршим, оскільки його кількість жертв може налічувати 2 млн осіб (1/3 населення). До головних голодувань зараховують Великий Голод 1315-17 рр., який торкнувся більшої частини Європи, включаючи частину майбутньої Росії, а також країни Балтії. Никонівський літопис, написаний між 1127 і 1303 роками, відзначив не менш ніж одинадцять голодних років за цей проміжок часу. Однією з найбільш серйозних скрут до 1900 року був голод 1891-92 рр., який вигубив від 375 000 до 500 000 душ, головним чином через пов'язані з голодом хвороби. Серед причин називалася велика осіння посуха, що призвела до недороду. Спроби центральної влади полегшити становище загалом провалилися, що, можливо, привнесло свою лепту у падіння віри в царський режим і пізніше політичну нестабільність.

## Список посух і голодоморів після 1900 року

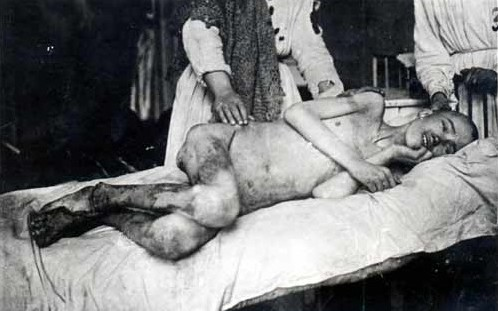
Тяжко хворий від голоду хлопець (~1921)

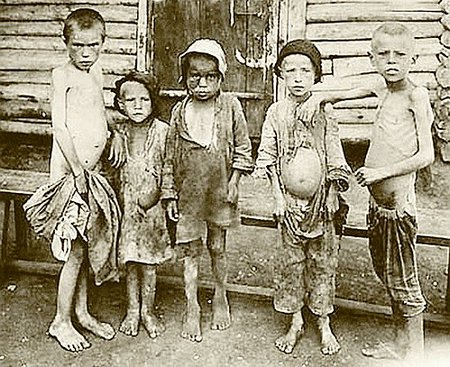
Голодні діти в 1922 році

У доповіді Голубєва і Дроніна наведено таку таблицю основних посух у Росії з 1900 по 2000 рік.
- Центральні: 1920, 1924, 1936, 1946, 1972, 1979, 1981, 1984.
- Південні: 1901, 1906, 1921, 1939, 1948, 1951, 1957, 1975, 1995.
- Східні: 1911, 1931, 1963, 1965, 1991.

## 1900-ті роки
Невдала революція 1905 р., ймовірно, погіршила обсяги виробництва та обмежила доступність їжі.

## 1910-ті
Під час Російської революції та наступної громадянської війни відбулося зниження загального обсягу виробництва сільськогосподарської продукції. Вимірюваний у мільйонах тонн урожай зернових 1920 року становив тільки 46,1 проти 80,1 у 1913 році. До 1926 року він майже повернувся до передвоєнного рівня, досягши 76,8.

## 1920-ті роки
Кілька випадків масового голоду трапилися на початку 1920-х років. У 1921-1923 роках стався перший голод у СРСР, привернувши широку міжнародну увагу. Тоді найбільше постраждали південно-східні території Європейської Росії (у тому числі Надволжя, особливо національні республіки Волго-Уральської історико-етнографічної області, приміром, Татарстан і Башкирія) та Україна. За оцінками, кількість потерпілих сягнула 16 млн людей, а померло до 5 млн.  Фрітьоф Нансен був удостоєний Нобелівської премії миру 1922 року почасти за роботу Верховним комісаром з питань допомоги в Росії. Іншими організаціями, що допомагали боротися з радянським голодом, були Міжнародний альянс «Врятуймо дітей» та Міжнародний комітет Червоного Хреста.

## 1930-ті роки

### Радянський голод 1932-1933 років
Другий великий радянський голод стався під час початкового етапу колективізації в СРСР. Основні причини Голодомору включають конфіскацію радянською владою зерна та іншої їжі в 1932-33 рр., що сприяло голоду, охопивши понад сорок млн осіб, особливо на півдні, на Дону та Кубані, а також у підрадянській Україні, де за різними оцінками мільйони людей померли від голоду або від викликаних голодом хвороб (Голодомор).
Проте для світової спільноти залишається питанням, чи Голодомор був величезним політичним провалом чи зумисним актом геноциду. Є думка Роберта Конквеста, що голод не був навмисно заподіяний Сталіним, але «з неминучим наближенням голоду, він міг би запобігти цьому, але поставив на перше місце радянські інтереси, відмінні від  тих, щоб нагодувати голодуючих, таким чином свідомо сприяючи йому». Дехто все списує на природні причини, такі як захворювання рослин і посухи. Є й такі погляди, що голод значно підсилили дії куркулів — прошарку селян, які стали багатими після Столипінської реформи — багато з яких палили свої посіви та забивали худобу, щоб тільки вони не стали набутком колективізації.

### Демографічні наслідки
— Timothy Snyder, «Криваві землі: Європа між Гітлером і Сталіном», 2010, p.53.
Демографічний вплив голоду 1932-1933 рр. був багатоманітним. Окрім безпосередніх та опосередкованих смертей, пов'язаних із голодом, відбувалися суттєві внутрішні міграції радянських громадян, які часто втікали з охоплених голодом районів. Раптовий спад народжуваності у довготривалій перспективі назавжди «підкосив» приріст населення Радянського Союзу у той спосіб, що й Друга світова війна, хоч, може, і не так кардинально.
Оцінки радянських загиблих від голоду 1932-1933 рр. помітно різняться, але, як правило, даються у мільйонах. За оцінками Жака Валлена та ін., з голодом могли бути прямо пов'язані приблизно 2,6 млн. смертей в Україні. Крім того, за їхніми підрахунками, приблизно 1 мільйон осіб не народилися. Довгострокові демографічні наслідки колективізації означали, що населення 1989 року в Радянському Союзі становило 288, а не 315 мільйонів, що на 27% менше, ніж це було за звичайних обставин. На додачу до смертей, голод призвів до масових рухів населення, скажімо, близько 200 тисяч казахських кочівників втекли під час голоду в Китай, Персію, Монголію і Афганістан.
Хоча масовий голод у 1932-1933 рр. траплявся у різних куточках СРСР, наприклад, у Казахстані, частинах Радянської Росії і АРСР Німців Поволжя, таке явище, як «голодомор» стосується виключно подій, що відбувалися на радянських територіях, населених українцями.

### Відлуння
Наслідки Голодомору залишаються делікатним і непростим питанням у сучасній Україні, де влада визнала його актом геноциду, а широким загалом він згадується як одна з найбільших трагедій в історії нації. Питання про те, чи Голодомор був навмисним актом геноциду чи ні, часто ставало предметом спору між владою Російської Федерації та України. Сучасне російське керівництво, як правило, намагається замовчати або зняти з себе чи применшити будь-які зв'язки між Росією та цим голодом.

## 1940-ті роки
Під час облоги Ленінграда нацистською Німеччиною загинув аж мільйон людей, а багато хто недоїдав або голодував, але вижив. Німці намагалися виморити Ленінград голодом, щоб придушити його опір. Голодування було однією з головних причин смерті, коли постачання продовольства було перервано та запроваджено суворе нормування. Тварин у місті було забито і з'їдено. Повідомлялося і про випадки канібалізму.
останній великий голод в СРСР тривав здебільшого в 1947 році як сукупний ефект наслідків колективізації, воєнної шкоди, важкої посухи 1946 року на більш ніж 50 відсотках хліборобних районів країни та державної соціальної політики і нерозпорядливого використання запасів зерна. Найбільш постраждалими виявилися Придністров'я у Молдові та південно-східна Україна. Орієнтовна кількість загиблих — від 100 тис. до 1 млн осіб.

## 1947–1991
Після 1947 року великих голодів не було. Посуха 1963 року викликала панічний забій худоби, але ризику голоду не було. З цього року Радянський Союз почав нарощувати імпорт кормового зерна для своєї худоби.

## Пострадянська Росія
Після розпаду СРСР в Росії періодично виникали проблеми голоду та продовольчої безпеки. 1992 року в Російській Федерації сталося помітне зниження обсягу споживаних калорій. З липня 2010 по 2015 рік Росія (як і Україна) переживала низку серйозних посух. Плсуха 2010 року зумовила спад виробництва пшениці в Росії на 20%, що згодом привело до тимчасової заборони експорту зерна.